# Lixinae

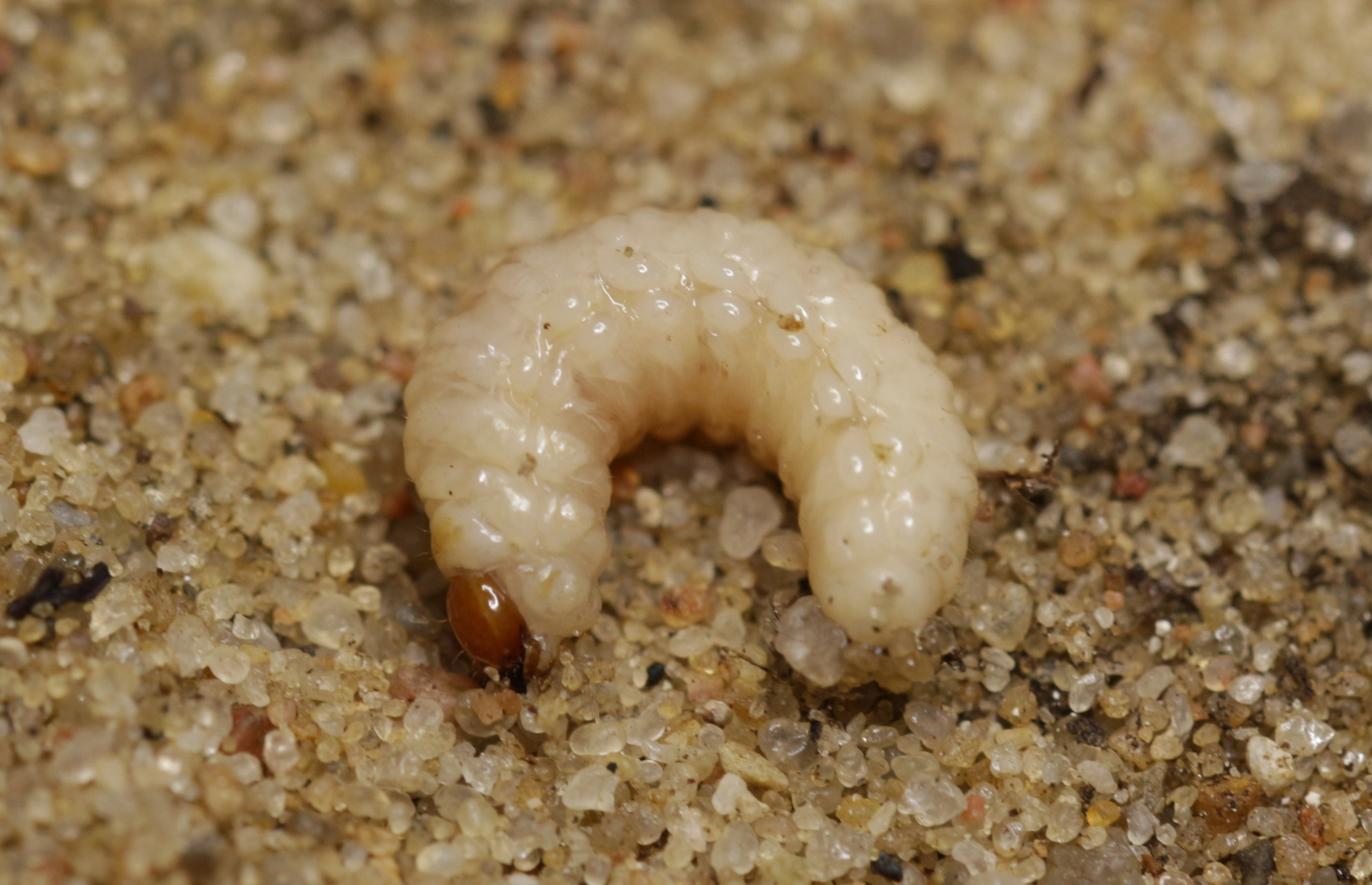
Lixus myagri, larva

Lixinae es una subfamilia de coleópteros curculiónidos, que hasta la fecha posee tres tribus, Cleonini, Lixini y Rhinocyllini. Al igual que el resto de la familia, son fitófagos; las larvas atacan principalmente raíces, pero hay algunas que se desarrollan en los estambres o pistilos de ciertas flores.

## Características
Los lixinos poseen una serie de características bastante peculiares dentro de la familia Curculionidae. Poseen los palpos labiales aparentemente con un solo segmento, desde una vista ventral. Los ojos son longitudinalmente ovales, desde una vista lateral. El mesepímero no es ascendente, el metepímero se encuentra expuesto (no cubierto por los élitros), desde una vista lateral. Todas estas características se refieren al género Lixus. Usualmente los tarsos se juntan en la base y el metepímero presentas escamas o puntos. Los especies de esta subfamilia poseen un cuerpo alargado.

## Taxonomía
Cleonini
- Adosomus
- Afghanocleonus
- Ammocleonus
- Aparotopus
- Aplesilus
- Apleurus
- Asinocleonus
- Asproparthenis
- Atactogaster
- Bodemeyeria
- Bothynoderes
- Brachycleonus
- Calodemas
- Centrocleonus
- Chromonotus
- Chromosomus
- Cleonis
- Cleonogonus
- Cleonolithus
- Cnemodontus
- Coniocleonus
- Conorhynchus
- Cosmogaster
- Curculionites
- Cyphocleonus
- Entymetopus
- Eocleonus
- Epexochus
- Ephimeronotus
- Epirrhynchus
- Eumecops
- Eurycleonus
- Georginus
- Gonocleonus
- Hemeurysternus
- Heterocleonus
- Isomerops
- Koenigius
- Leucochromus
- Leucomigus
- Leucophyes
- Liocleonus
- Lixocleonus
- Lixomorphus
- Lixopachys
- Mecaspis
- Menecleonus
- Mesocleonus
- Microcleonus
- Mongolocleonus
- Monolophus
- Neocleonus
- Nomimonyx
- Pachycerus
- Pajnisoodes
- Paraleucochromus
- Pentatropis
- Phaulosomus
- Pleurocleonus
- Pliocleonus
- Porocleonus
- Priorhinus
- Pseudisomerus
- Pseudocleonus
- Pycnodactylopsis
- Resmecaspis
- Rhabdorrhynchus
- Rungsonymus
- Scaphomorphus
- Stephanocleonus
- Surchania
- Temnorhinus
- Terminasiania
- Tetragonothorax
- Trachydemus
- Trichocleonus
- Trichotocleonus
- Whiteheadia
- Xanthochelus
- Xenomacrus
- Zaslavskia

Lixini
- Broconius
- Eugeniodecus
- Eustenopus
- Gasteroclisus
- Hololixus
- Hypolixus
- Ileomus
- Lachnaeus
- Larinus
- Lixus
- Microlarinus
- Microlixus
- Mycotrichus

Rhinocyllini
- Bangasternus
- Rhinocyllus